# 黄荻
黄 荻（こう てき、ファン・ディ、英語: Huang Di、2001年5月27日 - ）は、中華人民共和国の男子バドミントン選手。

## 経歴
江蘇省南通市出身。
男子ダブルスで2歳年下の劉陽とペアを組む。
2024年のスペイン・マスターズでは、臨時で劉毅とペアを組み出場し、1回戦で同胞の謝浩南 / 曾維瀚を破る。2回戦でも第5シードのフランスペアを破りベスト8入りを果たした。
同年8月の宝鶏マスターズでは、準々決勝で混合ダブルストッププレイヤーの緑川大輝 / 山下恭平を破り、決勝で同胞ペアを破って優勝した。